# Champsodon sagittus
Champsodon sagittus är en fiskart som beskrevs av Nemeth, 1994. Champsodon sagittus ingår i släktet Champsodon och familjen Champsodontidae. Inga underarter finns listade i Catalogue of Life.